# Seumet
Seumet is een bestuurslaag in het regentschap Aceh Besar van de provincie Atjeh, Indonesië. Seumet telt 357 inwoners (volkstelling 2010).